# پل اندرسون (ورزشکار)
پل اندرسون (انگلیسی: Paul Anderson؛ زادهٔ ۲۶ فوریهٔ ۱۹۳۵ – ۷ مارس ۲۰۲۲) قایقران قایق بادبانی اهل بریتانیا بود.